# Makyta
Makyta är ett berg i Tjeckien, på gränsen till Slovakien. Det ligger i den östra delen av landet, 290 km öster om huvudstaden Prag. Toppen på Makyta är 919 meter över havet, eller 292 meter över den omgivande terrängen. Bredden vid basen är 12,9 km.
Terrängen runt Makyta är huvudsakligen lite kuperad. Runt Makyta är det ganska glesbefolkat, med 29 invånare per kvadratkilometer. Närmaste större samhälle är Vsetín, 14,9 km nordväst om Makyta. I omgivningarna runt Makyta växer i huvudsak blandskog.